# Catostomus plebeius
Catostomus plebeius е вид лъчеперка от семейство Catostomidae.

## Разпространение и местообитание
Видът е разпространен в Мексико и САЩ.
Обитава сладководни басейни и реки.

## Описание
На дължина достигат до 20 cm.
Популацията на вида е намаляваща.